# Castillo de Blackness
El castillo de Blackness es una fortaleza del siglo XV cercana al municipio de Blackness, en la costa meridional del Fiordo de Forth, en Escocia. Fue construido sobre una fortaleza anterior por George Chirchton en 1440, cuando Blackness era el principal puerto del burgo real de Linlithgow, una de las residencias de la monarquía escocesa. El castillo, junto a las tierras de los Crichton, fueron traspasados a Jacobo II de Escocia en 1453, pasando a ser propiedad real desde entonces. Se utilizó como prisión estatal albergando reos como el cardenal Beaton y el VI conde de Angus.
Fortificado por James Hamilton de Finnart a mediados del siglo XVI, la fortaleza pronto se convirtió en uno de los fuertes de artillería más avanzados de Escocia. Un siglo más tarde, estas defensas no fueron suficientes para que Blackness cayera al control de Oliver Cromwell en 1650. El castillo se reparó unos años más tarde y continuó como cárcel y guarnición. En 1693, se construyó una estructura para proteger el acceso y la torre Stern se usó como base de tres armas pesadas. Nuevas barracas y estancias para los oficiales se añadieron en 1870, cuando el castillo se utilizó como depósito de municiones hasta 1912. La fortaleza se volvió a usarse brevemente durante la Primera Guerra Mundial. Actualmente es un monumento protegido gestionado por la Historic Environment Scotland.
El hecho de que el castillo esté ubicado justo en el extremo estrecho del Fiordo de Forth le ha apodado como «el barco que nunca zarpó».

## Historia

### Orígenes
La baronía de Blackness se entregó a mediados del siglo XV a George Crichton, lord gran almirante de Escocia, sheriff de Linlithgow y futuro conde de Caithness. Los Crichtons fueron una de las familias escocesas más poderosas de esta época, cercanas al monarca Jacobo II; George Crichton fue gobernador del castillo de Stirling cuando el rey asesinó al VIII conde de Douglas allí en 1452, mientras que el primo de Crichton, William, fue canciller de Escocia desde 1439 hasta 1453. El castillo fue probablemente construido a mediados de la década de 1440, durante la enemistad entre los Crichton y los Douglas, que llevó a la destrucción de la torre de los Crichton en Barnton en Edimburgo en 1444.
El castillo de Blackness se mencionó por primera vez en 1449, siendo utilizado ya como prisión estatal y residencia de los Crichton. El edificio original constaba de un lienzo de muralla, la torre norte y una torre central en el patio. Un gran salón pudo existir en la zona meridional, mientras que toda la fortaleza estaba protegida por una zanja pétrea y se accedía por la zona oriental.
George Critchton cedió el castillo y sus terrenos a Jacobo II en 1453. Su heredero desposeído, James Crichton, capturó el castillo y lo retuvo brevemente contra el rey, quien lo asedió y recapturó ese mismo año. Blackness se convirtió en fortaleza real, mientras que continuó siendo cárcel, y estaba a cargo de su guardián, cuyo cargo solía coincidir con el sheriff de Linlithgow.
Jacobo IV llegó a Blackness el 11 de julio de 1506 tras visitar la Isla de May con el barco de guerra Lion y otra embarcación, y fue recibido por cuatro músicos con chirimías antiguas. En noviembre de 1512 el Great Michael y el Margaret atracaron en Blackness. Jacobo IV arribó en el Michael el día de San Andrés para celebrar una audiencia con el embajador francés Charles de Tocque, señor de la Mothe, donde se ratificó la antigua alianza (Auld Alliance) entre Escocia y Francia.

### Fortificación y destrucción

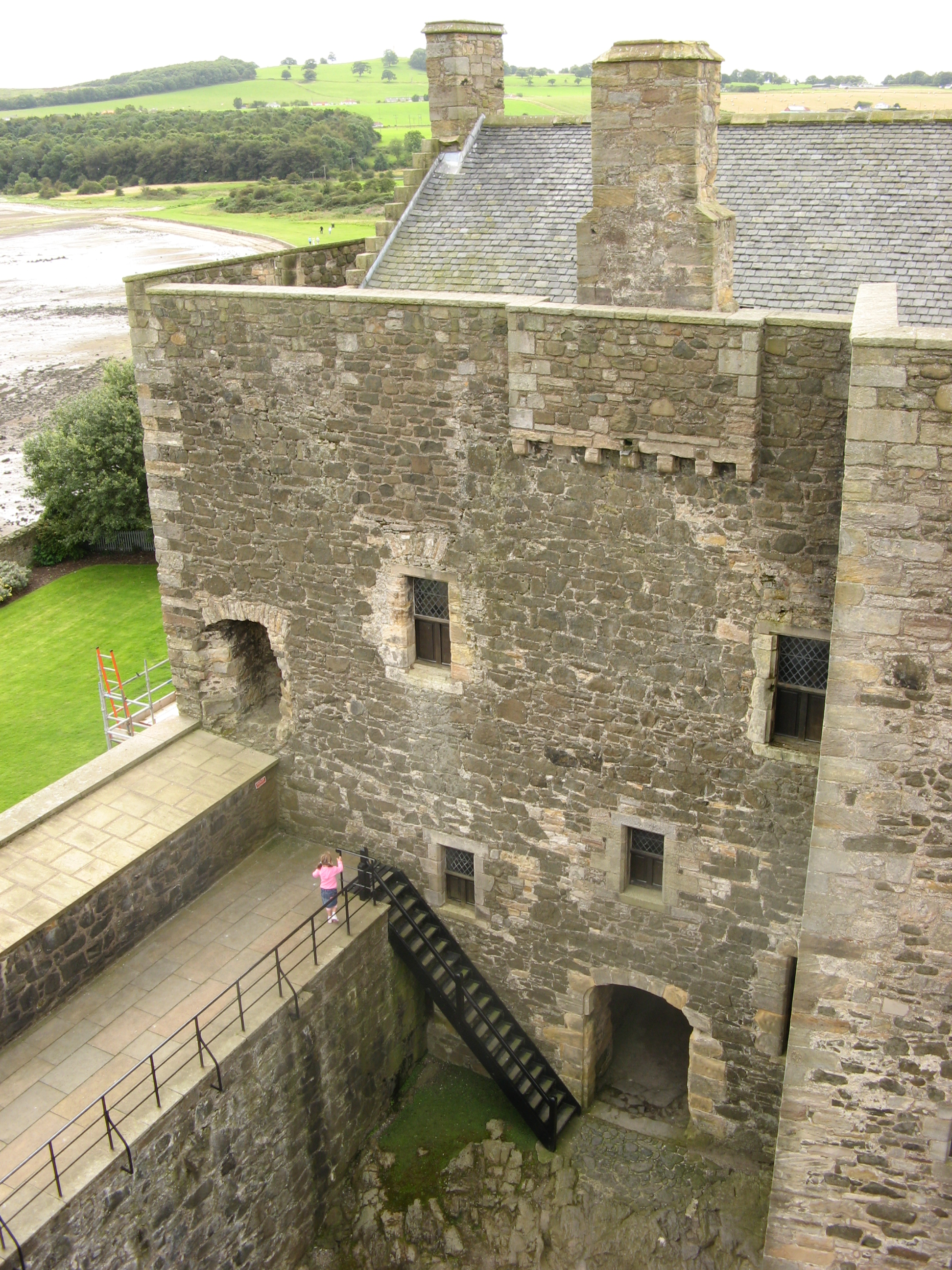
La torre sur vista desde la torre central.

James Hamilton de Finnart, maestro de obras del rey, desarrolló entre 1534 y 1540 un programa de fortificación que incluía innovaciones tecnológicas como una compleja entrada con caponera, una de las tres que han sobrevivido en Escocia junto a las de los castillos de Stirling y Craignethan. La caponera, una galería en el muro exterior de la entrada, permitía incendiar la entrada de la fortaleza en caso de que los enemigos rompieran las defensas de la muralla. Asimismo, los muros se hicieron más gruesos, en algunos casos de 1,5 m pasaron a 5 m.
Las obras continuaron tras la ejecución por traición de Finnart en 1540 bajo la superintendencia del clérigo de Dysart. Las obras se interrumpieron tras la muerte de Jacobo V en 1542. Tras la batalla de Pinkie el 15 de septiembre de 1547 Richard Broke remontó el río hacia Blackness en la Galley Subtle; tras atacarse mutuamente, Broke capturó el Mary Willoughby, el Anthony of Newcastle y el Bosse, e incendió las otras embarcaciones.
Durante la crisis de la Reforma escocesa, el castillo fue rendido en 1560 tras una negociación a James Hamilton, duque de Châtellerault, como líder de los Lores de la Congregación. Tras la guerra civil que conllevó la abdicación forzada de María I de Escocia en 1567, la guarnición de Blackness se mantuvo fiel a la reina, sin embargo, el guardián del castillo Alexander Stewart más tarde apoyó al regente Moray. Claud Hamilton recuperó el castillo para María hostigando el fiordo. El 27 de enero de 1573, James Kirkcaldy, hermano de William Kirkcaldy de Grange que retenía el castillo de Edimburgo para la reina María, arribó a Blackness desde Francia con armamento y dinero para el bando de la monarca, sin embargo, su embarcación fue capturada al día siguiente y el regente Morton consiguió asediar y conquistar el castillo en una semana.
La fortaleza volvió a participar en una contienda durante la invasión escocesa del Nuevo Ejército Modelo de Oliver Cromwell en 1650. La tecnología militar había avanzado tanto que las defensas del castillo no resistieron los bombardeos desde tierra y mar, y el castillo fue abandonado.

### Últimos años

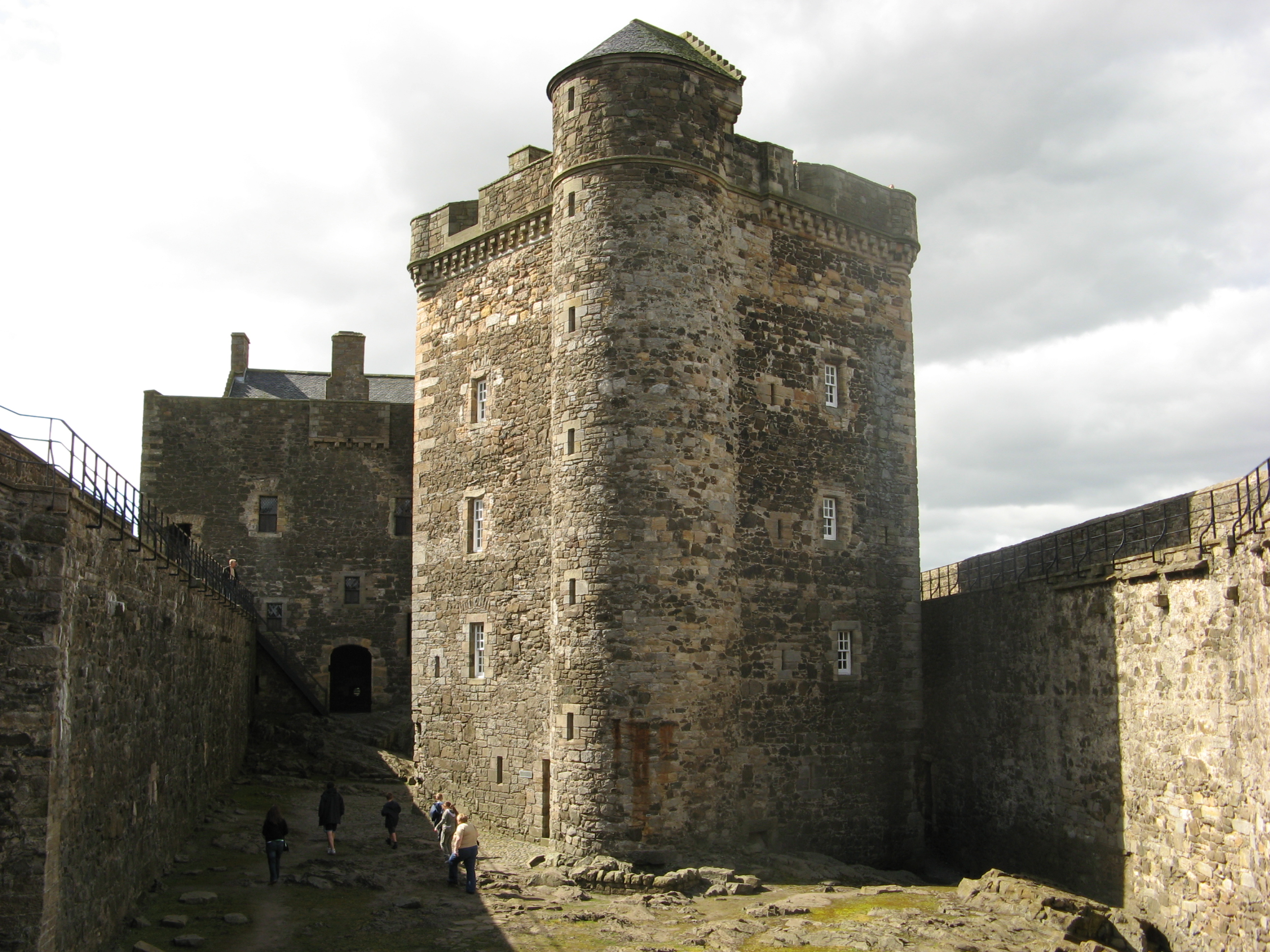
El patio y la torre central desde la torre norte.

El castillo fue reparado hasta 1667, cuando volvió a convertirse en prisión, albergando a numerosos Covenanters, rebeldes religiosos que se oponían a la intervención del rey en asuntos de la Iglesia. La torre sur fue reformada y se instaló una panadería en el sótano y una nueva escalinata.
Tras la Unión de Escocia e Inglaterra en 1707, el castillo cesó su uso como prisión y se convirtió en una de las cuatro fortalezas escocesas mantenidas y guarnecidas con oficiales del Ejército británico, junto a los castillos de Stirling, Dumbarton y Edimburgo. La guarnición de Blackness se calcula en unos quince hombres a finales del siglo XVIII. Entre 1759 y 1815 retornó a su uso como cárcel, esta vez para encarcelar prisioneros de guerra franceses de conflictos como la Guerra de los Siete Años y las Guerras napoleónicas.
En 1870 Blackness se convirtió en el principal depósito de municiones de Escocia. Se llevaron a cabo numerosas obras, como el cubrimiento de todo el patio, el relleno de la zanja, la construcción de barracas al sur y la construcción de un embarcadero de hierro en 1868, con una puerta y un puente levadizo, uno de los últimos en ser construido en Gran Bretaña. El depósito fue clausurado en 1912, aunque fue brevemente reutilizado durante la Primera Guerra Mundial y el castillo fue transferido a la Oficina de Obras. Entre 1926 y 1935 se llevó a cabo un programa de restauración, que incluyó la eliminación de todos los elementos del siglo XIX y la reconstrucción de algunos elementos medievales, quizás sin respetar completamente el original.

## Rodajes
El castillo ha aparecido en los siguientes rodajes:
- La película Hamlet (1990) de Franco Zeffirelli.[22]
- La película The Bruce (1996) de Bob Carruthers.[23]
- La serie de televisión Ivanhoe (1997) de la BBC.
- La película de ciencia ficción Doomsday (2008).[24]
- La primera y segunda temporada de la serie de televisión Outlander (2014-16) de Starz, recreando la fortaleza de Fort William.[25]
- La película María, reina de Escocia (2018), recreando el palacio de Holyrood.[25]